# A1 (míssil)
El A1 va ser el nom del primer d'una sèrie de coets alemanys que fou provat sense èxit el 1933, en el disseny va participar-hi Wernher von Braun i el posterior desenvolupament portaria a la creació del V2, el primer míssil balístic del món.
Va explotar a Kummersdorf durant una de les proves. En realitat era aerodinamicament inestable (tenia un volant d'inèrcia al frontal) i no van arribar a fer-se intents de llançament.
El propel·lent triat per al coet estava format per un 75% d'alcohol i 40 kg d'oxigen líquid.

## Característiques
- Empenyiment: 3000 kN
- Massa : 150 kg
- Diàmetre : 0,30 m
- Longitud : 1,40 m